# Яред Нугусе
Яред Нугусе (англ. Yared Nuguse; нар. 1 червня 1999) — американський легкоатлет ефіопського походження, який спеціалізується в бігу на середні дистанції.

## Спортивні досягнення
Бронзовий олімпійський призер з бігу на 1500 метрів (2024).
Фіналіст (5-е місце) змагань з бігу на 1500 метрів на чемпіонаті світу (2023).
Срібний призер чемпіонату світу в приміщенні з бігу на 3000 метрів (2024).
Чемпіон США з бігу на 1500 метрів (2023). Чемпіон США в приміщенні з бігу на 3000 метрів (2024).

## Особисте життя
Яред Нугусе відкрито заявив про свою гомосексуальність у березні 2025 року. Він поділився цією новиною, опублікувавши на своєму Instagram-акаунті серію фотографій зі своїм хлопцем, Джуліаном Фалько, з підписом: «Представляю мого хлопця, Джуліана. Не можу повірити, що ми вже разом рік. Не дивуйтеся»